# Surtur Rising
Surtur Rising è l'ottavo album in studio della band svedese melodic death metal Amon Amarth, commercializzato il 28 marzo 2011. Nell'edizione digipak del disco è incluso anche un DVD live del gruppo.

## Tracce
1. War of the Gods – 4:33
2. Töck's Taunt: Loke's Treachery Part II – 5:58
3. Destroyer of the Universe – 3:41
4. Slaves of Fear – 4:25
5. Live Without Regrets – 5:03
6. The Last Stand of Frej – 5:37
7. For Victory or Death – 4:30
8. Wrath of the Norsemen – 3:44
9. A Beast Am I – 5:14
10. Doom Over Dead Man – 5:55

Limited Edition Bonus Track
1. Balls to the Wall (Accept cover)
2. War Machine (KISS cover)

iTunes Bonus Track
1. Aerials (System of a Down cover) - 3:40

## Formazione
- Johan Hegg - voce
- Olavi Mikkonen - chitarra
- Johan Soderberg - chitarra
- Ted Lundström - basso
- Frederik Andersson - batteria